# Kolarstwo na Letnich Igrzyskach Olimpijskich 2020 – wyścig ze startu wspólnego mężczyzn
Kolarstwo na Letnich Igrzyskach Olimpijskich 2020 – wyścig ze startu wspólnego mężczyzn – konkurencja wyścigu ze startu wspólnego elity mężczyzn w ramach Letnich Igrzysk Olimpijskich 2020, która rozegrana została 24 lipca 2021 na liczącej 234 kilometry trasie wokół Tokio, rozpoczynającej się w parku Musashinonomori i kończącej na torze wyścigowym Fuji International Speedway.
Tytułu mistrza olimpijskiego bronił Belg Greg Van Avermaet, który w 2016 wyprzedził Jakoba Fuglsanga i Rafała Majkę.
Złoty medal zdobył Richard Carapaz, srebrny Wout Van Aert, a brązowy Tadej Pogačar.

## Uczestnicy

### Reprezentacje
W procesie kwalifikacyjnym zaplanowano 130 miejsc startowych, których podział w większości (122 miejsca) nastąpił w oparciu o reprezentacyjny ranking UCI za sezon 2019 (według stanu na zakończenie tego sezonu, tj. 22 października 2019) – w zależności od miejsca w rankingu poszczególne kraje mogły otrzymać od pięciu do jednego miejsca. Pozostałe miejsca startowe rozdzielono pośród pozostałych państw na podstawie mistrzostw kontynentalnych (po 2 miejsca dla Afryki, Ameryki i Azji), a dodatkowo 2 miejsca przydzielono gospodarzowi igrzysk – Japonii.
Ostatecznie do wyścigu zgłosiło się 57 reprezentacji.
| Reprezentacje (57)- Japonia - Belgia - Włochy - Holandia - Francja - Kolumbia - Hiszpania - Słowenia - Niemcy - Australia - Dania - Wielka Brytania - Norwegia - Szwajcaria - Austria - Polska - Irlandia - Rosyjski Komitet Olimpijski - Południowa Afryka - Kazachstan - Kanada - Czechy - Ekwador - Portugalia - Słowacja - Erytrea - Stany Zjednoczone - Nowa Zelandia - Estonia - Algieria - Luksemburg - Łotwa - Turcja - Białoruś - Ukraina - Kostaryka - Grecja - Rumunia - Iran - Węgry - Wenezuela - Maroko - Azerbejdżan - Litwa - Rwanda - Meksyk - Gwatemala - Argentyna - Chiny - Namibia - Burkina Faso - Chińskie Tajpej - Uzbekistan - Peru - Panama - Hongkong - Chorwacja |
| |

### Lista startowa
Na liście startowej wyścig znalazło się 128 kolarzy z 57 reprezentacji.
| Belgia BEL | Belgia BEL        | Belgia BEL |
| ---------- | ----------------- | ---------- |
| Nr         | Kolarz            | Miejsce    |
| 1          | Greg Van Avermaet | DNF        |
| 2          | Tiesj Benoot      | 58.        |
| 3          | Remco Evenepoel   | 49.        |
| 4          | Wout van Aert     | 2.         |
| 5          | Mauri Vansevenant | 77.        |

| Słowenia SLO | Słowenia SLO  | Słowenia SLO |
| ------------ | ------------- | ------------ |
| Nr           | Kolarz        | Miejsce      |
| 6            | Tadej Pogačar | 3.           |
| 7            | Jan Polanc    | 43.          |
| 8            | Primož Roglič | 28.          |
| 9            | Jan Tratnik   | 67.          |

| Francja FRA | Francja FRA      | Francja FRA |
| ----------- | ---------------- | ----------- |
| Nr          | Kolarz           | Miejsce     |
| 10          | Rémi Cavagna     | DNF         |
| 11          | Benoît Cosnefroy | 57.         |
| 12          | Kenny Elissonde  | 38.         |
| 13          | David Gaudu      | 7.          |
| 14          | Guillaume Martin | 27.         |

| Hiszpania ESP | Hiszpania ESP      | Hiszpania ESP |
| ------------- | ------------------ | ------------- |
| Nr            | Kolarz             | Miejsce       |
| 15            | Omar Fraile        | DNF           |
| 16            | Jesús Herrada      | 62.           |
| 17            | Gorka Izagirre     | 23.           |
| 18            | Ion Izagirre       | 79.           |
| 19            | Alejandro Valverde | 42.           |

| Wielka Brytania GBR | Wielka Brytania GBR | Wielka Brytania GBR |
| ------------------- | ------------------- | ------------------- |
| Nr                  | Kolarz              | Miejsce             |
| 20                  | Tao Geoghegan Hart  | DNF                 |
| 21                  | Geraint Thomas      | DNF                 |
| 22                  | Simon Yates         | 17.                 |
| 23                  | Adam Yates          | 9.                  |

| Włochy ITA | Włochy ITA      | Włochy ITA |
| ---------- | --------------- | ---------- |
| Nr         | Kolarz          | Miejsce    |
| 24         | Alberto Bettiol | 14.        |
| 25         | Damiano Caruso  | 24.        |
| 26         | Giulio Ciccone  | 60.        |
| 27         | Gianni Moscon   | 20.        |
| 28         | Vincenzo Nibali | 53.        |

| Holandia NED | Holandia NED     | Holandia NED |
| ------------ | ---------------- | ------------ |
| Nr           | Kolarz           | Miejsce      |
| 29           | Tom Dumoulin     | 44.          |
| 30           | Yoeri Havik      | DNF          |
| 31           | Wilco Kelderman  | 51.          |
| 32           | Bauke Mollema    | 4.           |
| 33           | Dylan van Baarle | 15.          |

| Kolumbia COL | Kolumbia COL   | Kolumbia COL |
| ------------ | -------------- | ------------ |
| Nr           | Kolarz         | Miejsce      |
| 34           | Esteban Chaves | 45.          |
| 35           | Sergio Higuita | 81.          |
| 37           | Nairo Quintana | 69.          |
| 38           | Rigoberto Urán | 8.           |

| Australia AUS | Australia AUS  | Australia AUS |
| ------------- | -------------- | ------------- |
| Nr            | Kolarz         | Miejsce       |
| 40            | Luke Durbridge | 72.           |
| 41            | Lucas Hamilton | 71.           |
| 42            | Richie Porte   | 48.           |

| Dania DEN | Dania DEN               | Dania DEN |
| --------- | ----------------------- | --------- |
| Nr        | Kolarz                  | Miejsce   |
| 43        | Kasper Asgreen          | DNF       |
| 44        | Jakob Fuglsang          | 12.       |
| 45        | Michael Valgren         | 78.       |
| 46        | Christopher Juul-Jensen | DNF       |

| Niemcy GER | Niemcy GER            | Niemcy GER |
| ---------- | --------------------- | ---------- |
| Nr         | Kolarz                | Miejsce    |
| 47         | Nikias Arndt          | 54.        |
| 48         | Emanuel Buchmann      | 29.        |
| 49         | Simon Geschke         | DNS        |
| 50         | Maximilian Schachmann | 10.        |

| Szwajcaria SUI | Szwajcaria SUI | Szwajcaria SUI |
| -------------- | -------------- | -------------- |
| Nr             | Kolarz         | Miejsce        |
| 51             | Marc Hirschi   | 25.            |
| 52             | Stefan Küng    | 40.            |
| 53             | Gino Mäder     | 74.            |
| 54             | Michael Schär  | 31.            |

| Portugalia POR | Portugalia POR  | Portugalia POR |
| -------------- | --------------- | -------------- |
| Nr             | Kolarz          | Miejsce        |
| 55             | João Almeida    | 13.            |
| 56             | Nelson Oliveira | 41.            |

| Irlandia IRL | Irlandia IRL  | Irlandia IRL |
| ------------ | ------------- | ------------ |
| Nr           | Kolarz        | Miejsce      |
| 57           | Edward Dunbar | 76.          |
| 58           | Daniel Martin | 16.          |
| 59           | Nicolas Roche | 75.          |

| Ekwador ECU | Ekwador ECU      | Ekwador ECU |
| ----------- | ---------------- | ----------- |
| Nr          | Kolarz           | Miejsce     |
| 60          | Richard Carapaz  | 1.          |
| 61          | Jhonatan Narváez | 47.         |

| Rosyjski Komitet Olimpijski ROC | Rosyjski Komitet Olimpijski ROC | Rosyjski Komitet Olimpijski ROC |
| ------------------------------- | ------------------------------- | ------------------------------- |
| Nr                              | Kolarz                          | Miejsce                         |
| 62                              | Pawieł Siwakow                  | 32.                             |
| 63                              | Aleksandr Własow                | 59.                             |
| 64                              | Ilnur Zakarin                   | DNF                             |

| Norwegia NOR | Norwegia NOR               | Norwegia NOR |
| ------------ | -------------------------- | ------------ |
| Nr           | Kolarz                     | Miejsce      |
| 65           | Tobias Foss                | 61.          |
| 66           | Markus Hoelgaard           | 34.          |
| 67           | Tobias Halland Johannessen | 82.          |
| 68           | Andreas Leknessund         | 83.          |

| Polska POL | Polska POL         | Polska POL |
| ---------- | ------------------ | ---------- |
| Nr         | Kolarz             | Miejsce    |
| 69         | Maciej Bodnar      | DNF        |
| 70         | Michał Kwiatkowski | 11.        |
| 71         | Rafał Majka        | 19.        |

| Nowa Zelandia NZL | Nowa Zelandia NZL | Nowa Zelandia NZL |
| ----------------- | ----------------- | ----------------- |
| Nr                | Kolarz            | Miejsce           |
| 72                | George Bennett    | 26.               |
| 73                | Patrick Bevin     | DNF               |

| Południowa Afryka RSA | Południowa Afryka RSA | Południowa Afryka RSA |
| --------------------- | --------------------- | --------------------- |
| Nr                    | Kolarz                | Miejsce               |
| 74                    | Stefan de Bod         | 52.                   |
| 75                    | Nicholas Dlamini      | DNF                   |
| 76                    | Ryan Gibbons          | DNF                   |

| Kanada CAN | Kanada CAN       | Kanada CAN |
| ---------- | ---------------- | ---------- |
| Nr         | Kolarz           | Miejsce    |
| 77         | Guillaume Boivin | 65.        |
| 78         | Hugo Houle       | 85.        |
| 79         | Michael Woods    | 5.         |

| Czechy CZE | Czechy CZE      | Czechy CZE |
| ---------- | --------------- | ---------- |
| Nr         | Kolarz          | Miejsce    |
| 80         | Zdeněk Štybar   | DNF        |
| 81         | Michal Schlegel | DNS        |
| 82         | Michael Kukrle  | 36.        |

| Austria AUT | Austria AUT         | Austria AUT |
| ----------- | ------------------- | ----------- |
| Nr          | Kolarz              | Miejsce     |
| 83          | Patrick Konrad      | 18.         |
| 84          | Gregor Mühlberger   | 70.         |
| 85          | Hermann Pernsteiner | 30.         |

| Stany Zjednoczone USA | Stany Zjednoczone USA | Stany Zjednoczone USA |
| --------------------- | --------------------- | --------------------- |
| Nr                    | Kolarz                | Miejsce               |
| 86                    | Lawson Craddock       | 80.                   |
| 87                    | Brandon McNulty       | 6.                    |

| Słowacja SVK | Słowacja SVK | Słowacja SVK |
| ------------ | ------------ | ------------ |
| Nr           | Kolarz       | Miejsce      |
| 88           | Juraj Sagan  | DNF          |
| 89           | Lukáš Kubiš  | DNF          |

| Kazachstan KAZ | Kazachstan KAZ   | Kazachstan KAZ |
| -------------- | ---------------- | -------------- |
| Nr             | Kolarz           | Miejsce        |
| 90             | Dmitrij Gruzdiew | DNF            |
| 91             | Aleksiej Łucenko | 21.            |
| 92             | Wadim Pronski    | DNF            |

| Ukraina UKR | Ukraina UKR     | Ukraina UKR |
| ----------- | --------------- | ----------- |
| Nr          | Kolarz          | Miejsce     |
| 93          | Anatolij Budiak | 56.         |

| Estonia EST | Estonia EST   | Estonia EST |
| ----------- | ------------- | ----------- |
| Nr          | Kolarz        | Miejsce     |
| 94          | Tanel Kangert | 46.         |
| 95          | Peeter Pruus  | DNF         |

| Erytrea ERI | Erytrea ERI             | Erytrea ERI |
| ----------- | ----------------------- | ----------- |
| Nr          | Kolarz                  | Miejsce     |
| 96          | Amanuel Ghebreigzabhier | 50.         |
| 97          | Merhawi Kudus           | 55.         |

| Łotwa LAT | Łotwa LAT       | Łotwa LAT |
| --------- | --------------- | --------- |
| Nr        | Kolarz          | Miejsce   |
| 98        | Krists Neilands | 33.       |
| 99        | Toms Skujiņš    | 22.       |

| Luksemburg LUX | Luksemburg LUX | Luksemburg LUX |
| -------------- | -------------- | -------------- |
| Nr             | Kolarz         | Miejsce        |
| 100            | Kevin Geniets  | 37.            |
| 101            | Michel Ries    | 73.            |

| Białoruś BLR | Białoruś BLR         | Białoruś BLR |
| ------------ | -------------------- | ------------ |
| Nr           | Kolarz               | Miejsce      |
| 102          | Alaksandr Rabuszenka | 66.          |

| Algieria ALG | Algieria ALG   | Algieria ALG |
| ------------ | -------------- | ------------ |
| Nr           | Kolarz         | Miejsce      |
| 103          | Azzedine Lagab | DNF          |
| 104          | Hamza Mansouri | DNF          |

| Rumunia ROU | Rumunia ROU          | Rumunia ROU |
| ----------- | -------------------- | ----------- |
| Nr          | Kolarz               | Miejsce     |
| 105         | Eduard-Michael Grosu | DNF         |

| Litwa LTU | Litwa LTU           | Litwa LTU |
| --------- | ------------------- | --------- |
| Nr        | Kolarz              | Miejsce   |
| 106       | Evaldas Šiškevicius | DNF       |

| Węgry HUN | Węgry HUN     | Węgry HUN |
| --------- | ------------- | --------- |
| Nr        | Kolarz        | Miejsce   |
| 107       | Attila Valter | DNF       |

| Grecja GRE | Grecja GRE             | Grecja GRE |
| ---------- | ---------------------- | ---------- |
| Nr         | Kolarz                 | Miejsce    |
| 108        | Polichronis Dzordzakis | 63.        |

| Panama PAN | Panama PAN        | Panama PAN |
| ---------- | ----------------- | ---------- |
| Nr         | Kolarz            | Miejsce    |
| 109        | Christofer Jurado | DNF        |

| Meksyk MEX | Meksyk MEX  | Meksyk MEX |
| ---------- | ----------- | ---------- |
| Nr         | Kolarz      | Miejsce    |
| 110        | Eder Frayre | 39.        |

| Japonia JPN | Japonia JPN     | Japonia JPN |
| ----------- | --------------- | ----------- |
| Nr          | Kolarz          | Miejsce     |
| 111         | Yukiya Arashiro | 35.         |
| 112         | Nariyuki Masuda | 84.         |

| Gwatemala GUA | Gwatemala GUA | Gwatemala GUA |
| ------------- | ------------- | ------------- |
| Nr            | Kolarz        | Miejsce       |
| 113           | Manuel Rodas  | DNF           |

| Rwanda RWA | Rwanda RWA    | Rwanda RWA |
| ---------- | ------------- | ---------- |
| Nr         | Kolarz        | Miejsce    |
| 114        | Moïse Mugisha | DNF        |

| Namibia NAM | Namibia NAM      | Namibia NAM |
| ----------- | ---------------- | ----------- |
| Nr          | Kolarz           | Miejsce     |
| 115         | Tristan de Lange | DNF         |

| Wenezuela VEN | Wenezuela VEN | Wenezuela VEN |
| ------------- | ------------- | ------------- |
| Nr            | Kolarz        | Miejsce       |
| 116           | Orluis Aular  | DNF           |

| Turcja TUR | Turcja TUR  | Turcja TUR |
| ---------- | ----------- | ---------- |
| Nr         | Kolarz      | Miejsce    |
| 117        | Onur Balkan | DNF        |
| 118        | Ahmet Örken | DNF        |

| Chorwacja CRO | Chorwacja CRO | Chorwacja CRO |
| ------------- | ------------- | ------------- |
| Nr            | Kolarz        | Miejsce       |
| 119           | Josip Rumac   | DNF           |

| Burkina Faso BUR | Burkina Faso BUR | Burkina Faso BUR |
| ---------------- | ---------------- | ---------------- |
| Nr               | Kolarz           | Miejsce          |
| 120              | Paul Daumont     | DNF              |

| Chiny CHN | Chiny CHN    | Chiny CHN |
| --------- | ------------ | --------- |
| Nr        | Kolarz       | Miejsce   |
| 121       | Wang Ruidong | DNF       |

| Iran IRI | Iran IRI         | Iran IRI |
| -------- | ---------------- | -------- |
| Nr       | Kolarz           | Miejsce  |
| 122      | Saeid Safarzadeh | DNF      |

| Argentyna ARG | Argentyna ARG     | Argentyna ARG |
| ------------- | ----------------- | ------------- |
| Nr            | Kolarz            | Miejsce       |
| 123           | Eduardo Sepúlveda | DNF           |

| Uzbekistan UZB | Uzbekistan UZB      | Uzbekistan UZB |
| -------------- | ------------------- | -------------- |
| Nr             | Kolarz              | Miejsce        |
| 124            | Muradjan Xalmuratov | 64.            |

| Maroko MAR | Maroko MAR         | Maroko MAR |
| ---------- | ------------------ | ---------- |
| Nr         | Kolarz             | Miejsce    |
| 125        | Mohcine El Kouraji | DNF        |

| Kostaryka CRC | Kostaryka CRC | Kostaryka CRC |
| ------------- | ------------- | ------------- |
| Nr            | Kolarz        | Miejsce       |
| 126           | Andrey Amador | 68.           |

| Azerbejdżan AZE | Azerbejdżan AZE | Azerbejdżan AZE |
| --------------- | --------------- | --------------- |
| Nr              | Kolarz          | Miejsce         |
| 127             | Elçin Əsədov    | DNF             |

| Peru PER | Peru PER       | Peru PER |
| -------- | -------------- | -------- |
| Nr       | Kolarz         | Miejsce  |
| 128      | Royner Navarro | DNF      |

| Chińskie Tajpej TPE | Chińskie Tajpej TPE | Chińskie Tajpej TPE |
| ------------------- | ------------------- | ------------------- |
| Nr                  | Kolarz              | Miejsce             |
| 129                 | Feng Chun-kai       | DNF                 |

| Hongkong HKG | Hongkong HKG  | Hongkong HKG |
| ------------ | ------------- | ------------ |
| Nr           | Kolarz        | Miejsce      |
| 130          | Choy Hiu Fung | DNF          |

| Belgia BEL | Belgia BEL        | Belgia BEL |
| ---------- | ----------------- | ---------- |
| Nr         | Kolarz            | Miejsce    |
| 1          | Greg Van Avermaet | DNF        |
| 2          | Tiesj Benoot      | 58.        |
| 3          | Remco Evenepoel   | 49.        |
| 4          | Wout van Aert     | 2.         |
| 5          | Mauri Vansevenant | 77.        |

| Słowenia SLO | Słowenia SLO  | Słowenia SLO |
| ------------ | ------------- | ------------ |
| Nr           | Kolarz        | Miejsce      |
| 6            | Tadej Pogačar | 3.           |
| 7            | Jan Polanc    | 43.          |
| 8            | Primož Roglič | 28.          |
| 9            | Jan Tratnik   | 67.          |

| Francja FRA | Francja FRA      | Francja FRA |
| ----------- | ---------------- | ----------- |
| Nr          | Kolarz           | Miejsce     |
| 10          | Rémi Cavagna     | DNF         |
| 11          | Benoît Cosnefroy | 57.         |
| 12          | Kenny Elissonde  | 38.         |
| 13          | David Gaudu      | 7.          |
| 14          | Guillaume Martin | 27.         |

| Hiszpania ESP | Hiszpania ESP      | Hiszpania ESP |
| ------------- | ------------------ | ------------- |
| Nr            | Kolarz             | Miejsce       |
| 15            | Omar Fraile        | DNF           |
| 16            | Jesús Herrada      | 62.           |
| 17            | Gorka Izagirre     | 23.           |
| 18            | Ion Izagirre       | 79.           |
| 19            | Alejandro Valverde | 42.           |

| Wielka Brytania GBR | Wielka Brytania GBR | Wielka Brytania GBR |
| ------------------- | ------------------- | ------------------- |
| Nr                  | Kolarz              | Miejsce             |
| 20                  | Tao Geoghegan Hart  | DNF                 |
| 21                  | Geraint Thomas      | DNF                 |
| 22                  | Simon Yates         | 17.                 |
| 23                  | Adam Yates          | 9.                  |

| Włochy ITA | Włochy ITA      | Włochy ITA |
| ---------- | --------------- | ---------- |
| Nr         | Kolarz          | Miejsce    |
| 24         | Alberto Bettiol | 14.        |
| 25         | Damiano Caruso  | 24.        |
| 26         | Giulio Ciccone  | 60.        |
| 27         | Gianni Moscon   | 20.        |
| 28         | Vincenzo Nibali | 53.        |

| Holandia NED | Holandia NED     | Holandia NED |
| ------------ | ---------------- | ------------ |
| Nr           | Kolarz           | Miejsce      |
| 29           | Tom Dumoulin     | 44.          |
| 30           | Yoeri Havik      | DNF          |
| 31           | Wilco Kelderman  | 51.          |
| 32           | Bauke Mollema    | 4.           |
| 33           | Dylan van Baarle | 15.          |

| Kolumbia COL | Kolumbia COL   | Kolumbia COL |
| ------------ | -------------- | ------------ |
| Nr           | Kolarz         | Miejsce      |
| 34           | Esteban Chaves | 45.          |
| 35           | Sergio Higuita | 81.          |
| 37           | Nairo Quintana | 69.          |
| 38           | Rigoberto Urán | 8.           |

| Australia AUS | Australia AUS  | Australia AUS |
| ------------- | -------------- | ------------- |
| Nr            | Kolarz         | Miejsce       |
| 40            | Luke Durbridge | 72.           |
| 41            | Lucas Hamilton | 71.           |
| 42            | Richie Porte   | 48.           |

| Dania DEN | Dania DEN               | Dania DEN |
| --------- | ----------------------- | --------- |
| Nr        | Kolarz                  | Miejsce   |
| 43        | Kasper Asgreen          | DNF       |
| 44        | Jakob Fuglsang          | 12.       |
| 45        | Michael Valgren         | 78.       |
| 46        | Christopher Juul-Jensen | DNF       |

| Niemcy GER | Niemcy GER            | Niemcy GER |
| ---------- | --------------------- | ---------- |
| Nr         | Kolarz                | Miejsce    |
| 47         | Nikias Arndt          | 54.        |
| 48         | Emanuel Buchmann      | 29.        |
| 49         | Simon Geschke         | DNS        |
| 50         | Maximilian Schachmann | 10.        |

| Szwajcaria SUI | Szwajcaria SUI | Szwajcaria SUI |
| -------------- | -------------- | -------------- |
| Nr             | Kolarz         | Miejsce        |
| 51             | Marc Hirschi   | 25.            |
| 52             | Stefan Küng    | 40.            |
| 53             | Gino Mäder     | 74.            |
| 54             | Michael Schär  | 31.            |

| Portugalia POR | Portugalia POR  | Portugalia POR |
| -------------- | --------------- | -------------- |
| Nr             | Kolarz          | Miejsce        |
| 55             | João Almeida    | 13.            |
| 56             | Nelson Oliveira | 41.            |

| Irlandia IRL | Irlandia IRL  | Irlandia IRL |
| ------------ | ------------- | ------------ |
| Nr           | Kolarz        | Miejsce      |
| 57           | Edward Dunbar | 76.          |
| 58           | Daniel Martin | 16.          |
| 59           | Nicolas Roche | 75.          |

| Ekwador ECU | Ekwador ECU      | Ekwador ECU |
| ----------- | ---------------- | ----------- |
| Nr          | Kolarz           | Miejsce     |
| 60          | Richard Carapaz  | 1.          |
| 61          | Jhonatan Narváez | 47.         |

| Rosyjski Komitet Olimpijski ROC | Rosyjski Komitet Olimpijski ROC | Rosyjski Komitet Olimpijski ROC |
| ------------------------------- | ------------------------------- | ------------------------------- |
| Nr                              | Kolarz                          | Miejsce                         |
| 62                              | Pawieł Siwakow                  | 32.                             |
| 63                              | Aleksandr Własow                | 59.                             |
| 64                              | Ilnur Zakarin                   | DNF                             |

| Norwegia NOR | Norwegia NOR               | Norwegia NOR |
| ------------ | -------------------------- | ------------ |
| Nr           | Kolarz                     | Miejsce      |
| 65           | Tobias Foss                | 61.          |
| 66           | Markus Hoelgaard           | 34.          |
| 67           | Tobias Halland Johannessen | 82.          |
| 68           | Andreas Leknessund         | 83.          |

| Polska POL | Polska POL         | Polska POL |
| ---------- | ------------------ | ---------- |
| Nr         | Kolarz             | Miejsce    |
| 69         | Maciej Bodnar      | DNF        |
| 70         | Michał Kwiatkowski | 11.        |
| 71         | Rafał Majka        | 19.        |

| Nowa Zelandia NZL | Nowa Zelandia NZL | Nowa Zelandia NZL |
| ----------------- | ----------------- | ----------------- |
| Nr                | Kolarz            | Miejsce           |
| 72                | George Bennett    | 26.               |
| 73                | Patrick Bevin     | DNF               |

| Południowa Afryka RSA | Południowa Afryka RSA | Południowa Afryka RSA |
| --------------------- | --------------------- | --------------------- |
| Nr                    | Kolarz                | Miejsce               |
| 74                    | Stefan de Bod         | 52.                   |
| 75                    | Nicholas Dlamini      | DNF                   |
| 76                    | Ryan Gibbons          | DNF                   |

| Kanada CAN | Kanada CAN       | Kanada CAN |
| ---------- | ---------------- | ---------- |
| Nr         | Kolarz           | Miejsce    |
| 77         | Guillaume Boivin | 65.        |
| 78         | Hugo Houle       | 85.        |
| 79         | Michael Woods    | 5.         |

| Czechy CZE | Czechy CZE      | Czechy CZE |
| ---------- | --------------- | ---------- |
| Nr         | Kolarz          | Miejsce    |
| 80         | Zdeněk Štybar   | DNF        |
| 81         | Michal Schlegel | DNS        |
| 82         | Michael Kukrle  | 36.        |

| Austria AUT | Austria AUT         | Austria AUT |
| ----------- | ------------------- | ----------- |
| Nr          | Kolarz              | Miejsce     |
| 83          | Patrick Konrad      | 18.         |
| 84          | Gregor Mühlberger   | 70.         |
| 85          | Hermann Pernsteiner | 30.         |

| Stany Zjednoczone USA | Stany Zjednoczone USA | Stany Zjednoczone USA |
| --------------------- | --------------------- | --------------------- |
| Nr                    | Kolarz                | Miejsce               |
| 86                    | Lawson Craddock       | 80.                   |
| 87                    | Brandon McNulty       | 6.                    |

| Słowacja SVK | Słowacja SVK | Słowacja SVK |
| ------------ | ------------ | ------------ |
| Nr           | Kolarz       | Miejsce      |
| 88           | Juraj Sagan  | DNF          |
| 89           | Lukáš Kubiš  | DNF          |

| Kazachstan KAZ | Kazachstan KAZ   | Kazachstan KAZ |
| -------------- | ---------------- | -------------- |
| Nr             | Kolarz           | Miejsce        |
| 90             | Dmitrij Gruzdiew | DNF            |
| 91             | Aleksiej Łucenko | 21.            |
| 92             | Wadim Pronski    | DNF            |

| Ukraina UKR | Ukraina UKR     | Ukraina UKR |
| ----------- | --------------- | ----------- |
| Nr          | Kolarz          | Miejsce     |
| 93          | Anatolij Budiak | 56.         |

| Estonia EST | Estonia EST   | Estonia EST |
| ----------- | ------------- | ----------- |
| Nr          | Kolarz        | Miejsce     |
| 94          | Tanel Kangert | 46.         |
| 95          | Peeter Pruus  | DNF         |

| Erytrea ERI | Erytrea ERI             | Erytrea ERI |
| ----------- | ----------------------- | ----------- |
| Nr          | Kolarz                  | Miejsce     |
| 96          | Amanuel Ghebreigzabhier | 50.         |
| 97          | Merhawi Kudus           | 55.         |

| Łotwa LAT | Łotwa LAT       | Łotwa LAT |
| --------- | --------------- | --------- |
| Nr        | Kolarz          | Miejsce   |
| 98        | Krists Neilands | 33.       |
| 99        | Toms Skujiņš    | 22.       |

| Luksemburg LUX | Luksemburg LUX | Luksemburg LUX |
| -------------- | -------------- | -------------- |
| Nr             | Kolarz         | Miejsce        |
| 100            | Kevin Geniets  | 37.            |
| 101            | Michel Ries    | 73.            |

| Białoruś BLR | Białoruś BLR         | Białoruś BLR |
| ------------ | -------------------- | ------------ |
| Nr           | Kolarz               | Miejsce      |
| 102          | Alaksandr Rabuszenka | 66.          |

| Algieria ALG | Algieria ALG   | Algieria ALG |
| ------------ | -------------- | ------------ |
| Nr           | Kolarz         | Miejsce      |
| 103          | Azzedine Lagab | DNF          |
| 104          | Hamza Mansouri | DNF          |

| Rumunia ROU | Rumunia ROU          | Rumunia ROU |
| ----------- | -------------------- | ----------- |
| Nr          | Kolarz               | Miejsce     |
| 105         | Eduard-Michael Grosu | DNF         |

| Litwa LTU | Litwa LTU           | Litwa LTU |
| --------- | ------------------- | --------- |
| Nr        | Kolarz              | Miejsce   |
| 106       | Evaldas Šiškevicius | DNF       |

| Węgry HUN | Węgry HUN     | Węgry HUN |
| --------- | ------------- | --------- |
| Nr        | Kolarz        | Miejsce   |
| 107       | Attila Valter | DNF       |

| Grecja GRE | Grecja GRE             | Grecja GRE |
| ---------- | ---------------------- | ---------- |
| Nr         | Kolarz                 | Miejsce    |
| 108        | Polichronis Dzordzakis | 63.        |

| Panama PAN | Panama PAN        | Panama PAN |
| ---------- | ----------------- | ---------- |
| Nr         | Kolarz            | Miejsce    |
| 109        | Christofer Jurado | DNF        |

| Meksyk MEX | Meksyk MEX  | Meksyk MEX |
| ---------- | ----------- | ---------- |
| Nr         | Kolarz      | Miejsce    |
| 110        | Eder Frayre | 39.        |

| Japonia JPN | Japonia JPN     | Japonia JPN |
| ----------- | --------------- | ----------- |
| Nr          | Kolarz          | Miejsce     |
| 111         | Yukiya Arashiro | 35.         |
| 112         | Nariyuki Masuda | 84.         |

| Gwatemala GUA | Gwatemala GUA | Gwatemala GUA |
| ------------- | ------------- | ------------- |
| Nr            | Kolarz        | Miejsce       |
| 113           | Manuel Rodas  | DNF           |

| Rwanda RWA | Rwanda RWA    | Rwanda RWA |
| ---------- | ------------- | ---------- |
| Nr         | Kolarz        | Miejsce    |
| 114        | Moïse Mugisha | DNF        |

| Namibia NAM | Namibia NAM      | Namibia NAM |
| ----------- | ---------------- | ----------- |
| Nr          | Kolarz           | Miejsce     |
| 115         | Tristan de Lange | DNF         |

| Wenezuela VEN | Wenezuela VEN | Wenezuela VEN |
| ------------- | ------------- | ------------- |
| Nr            | Kolarz        | Miejsce       |
| 116           | Orluis Aular  | DNF           |

| Turcja TUR | Turcja TUR  | Turcja TUR |
| ---------- | ----------- | ---------- |
| Nr         | Kolarz      | Miejsce    |
| 117        | Onur Balkan | DNF        |
| 118        | Ahmet Örken | DNF        |

| Chorwacja CRO | Chorwacja CRO | Chorwacja CRO |
| ------------- | ------------- | ------------- |
| Nr            | Kolarz        | Miejsce       |
| 119           | Josip Rumac   | DNF           |

| Burkina Faso BUR | Burkina Faso BUR | Burkina Faso BUR |
| ---------------- | ---------------- | ---------------- |
| Nr               | Kolarz           | Miejsce          |
| 120              | Paul Daumont     | DNF              |

| Chiny CHN | Chiny CHN    | Chiny CHN |
| --------- | ------------ | --------- |
| Nr        | Kolarz       | Miejsce   |
| 121       | Wang Ruidong | DNF       |

| Iran IRI | Iran IRI         | Iran IRI |
| -------- | ---------------- | -------- |
| Nr       | Kolarz           | Miejsce  |
| 122      | Saeid Safarzadeh | DNF      |

| Argentyna ARG | Argentyna ARG     | Argentyna ARG |
| ------------- | ----------------- | ------------- |
| Nr            | Kolarz            | Miejsce       |
| 123           | Eduardo Sepúlveda | DNF           |

| Uzbekistan UZB | Uzbekistan UZB      | Uzbekistan UZB |
| -------------- | ------------------- | -------------- |
| Nr             | Kolarz              | Miejsce        |
| 124            | Muradjan Xalmuratov | 64.            |

| Maroko MAR | Maroko MAR         | Maroko MAR |
| ---------- | ------------------ | ---------- |
| Nr         | Kolarz             | Miejsce    |
| 125        | Mohcine El Kouraji | DNF        |

| Kostaryka CRC | Kostaryka CRC | Kostaryka CRC |
| ------------- | ------------- | ------------- |
| Nr            | Kolarz        | Miejsce       |
| 126           | Andrey Amador | 68.           |

| Azerbejdżan AZE | Azerbejdżan AZE | Azerbejdżan AZE |
| --------------- | --------------- | --------------- |
| Nr              | Kolarz          | Miejsce         |
| 127             | Elçin Əsədov    | DNF             |

| Peru PER | Peru PER       | Peru PER |
| -------- | -------------- | -------- |
| Nr       | Kolarz         | Miejsce  |
| 128      | Royner Navarro | DNF      |

| Chińskie Tajpej TPE | Chińskie Tajpej TPE | Chińskie Tajpej TPE |
| ------------------- | ------------------- | ------------------- |
| Nr                  | Kolarz              | Miejsce             |
| 129                 | Feng Chun-kai       | DNF                 |

| Hongkong HKG | Hongkong HKG  | Hongkong HKG |
| ------------ | ------------- | ------------ |
| Nr           | Kolarz        | Miejsce      |
| 130          | Choy Hiu Fung | DNF          |

## Klasyfikacja generalna
| \| Klasyfikacja generalna \| Klasyfikacja generalna \| Klasyfikacja generalna \| Klasyfikacja generalna \| Klasyfikacja generalna \| \| Kolarz \| Kolarz \| Państwo \| Drużyna \| Czas \| \| ---------------------- \| ---------------------- \| ---------------------- \| ---------------------- \| ---------------------- \| \| 1. \| Richard Carapaz \| Ekwador \| Ekwador \| 6h 05' 26" \| \| 2. \| Wout van Aert \| Belgia \| Belgia \| + 1' 07" \| \| 3. \| Tadej Pogačar \| Słowenia \| Słowenia \| + 1' 07" \| \| 4. \| Bauke Mollema \| Holandia \| Holandia \| + 1' 07" \| \| 5. \| Michael Woods \| Kanada \| Kanada \| + 1' 07" \| \| 6. \| Brandon McNulty \| Stany Zjednoczone \| Stany Zjednoczone \| + 1' 07" \| \| 7. \| David Gaudu \| Francja \| Francja \| + 1' 07" \| \| 8. \| Rigoberto Urán \| Kolumbia \| Kolumbia \| + 1' 07" \| \| 9. \| Adam Yates \| Wielka Brytania \| Wielka Brytania \| + 1' 07" \| \| 10. \| Maximilian Schachmann \| Niemcy \| Niemcy \| + 1' 21" \| \| 11. \| Michał Kwiatkowski \| Polska \| Polska \| + 1' 35" \| \| 12. \| Jakob Fuglsang \| Dania \| Dania \| + 2' 43" \| \| 13. \| João Almeida \| Portugalia \| Portugalia \| + 3' 38" \| \| 14. \| Alberto Bettiol \| Włochy \| Włochy \| + 3' 38" \| \| 15. \| Dylan van Baarle \| Holandia \| Holandia \| + 3' 38" \| \| 16. \| Daniel Martin \| Irlandia \| Irlandia \| + 3' 38" \| \| 17. \| Simon Yates \| Wielka Brytania \| Wielka Brytania \| + 3' 38" \| \| 18. \| Patrick Konrad \| Austria \| Austria \| + 3' 38" \| \| 19. \| Rafał Majka \| Polska \| Polska \| + 3' 40" \| \| 20. \| Gianni Moscon \| Włochy \| Włochy \| + 3' 42" \| |                       |                   |                   |            |
| |                       |                   |                   |            |
| Źródło: ProCyclingStats |                       |                   |                   |            |
| Klasyfikacja generalna |                       |                   |                   |            |
| Kolarz | Kolarz                | Państwo           | Drużyna           | Czas       |
| 1. | Richard Carapaz       | Ekwador           | Ekwador           | 6h 05' 26" |
| 2. | Wout van Aert         | Belgia            | Belgia            | + 1' 07"   |
| 3. | Tadej Pogačar         | Słowenia          | Słowenia          | + 1' 07"   |
| 4. | Bauke Mollema         | Holandia          | Holandia          | + 1' 07"   |
| 5. | Michael Woods         | Kanada            | Kanada            | + 1' 07"   |
| 6. | Brandon McNulty       | Stany Zjednoczone | Stany Zjednoczone | + 1' 07"   |
| 7. | David Gaudu           | Francja           | Francja           | + 1' 07"   |
| 8. | Rigoberto Urán        | Kolumbia          | Kolumbia          | + 1' 07"   |
| 9. | Adam Yates            | Wielka Brytania   | Wielka Brytania   | + 1' 07"   |
| 10. | Maximilian Schachmann | Niemcy            | Niemcy            | + 1' 21"   |
| 11. | Michał Kwiatkowski    | Polska            | Polska            | + 1' 35"   |
| 12. | Jakob Fuglsang        | Dania             | Dania             | + 2' 43"   |
| 13. | João Almeida          | Portugalia        | Portugalia        | + 3' 38"   |
| 14. | Alberto Bettiol       | Włochy            | Włochy            | + 3' 38"   |
| 15. | Dylan van Baarle      | Holandia          | Holandia          | + 3' 38"   |
| 16. | Daniel Martin         | Irlandia          | Irlandia          | + 3' 38"   |
| 17. | Simon Yates           | Wielka Brytania   | Wielka Brytania   | + 3' 38"   |
| 18. | Patrick Konrad        | Austria           | Austria           | + 3' 38"   |
| 19. | Rafał Majka           | Polska            | Polska            | + 3' 40"   |
| 20. | Gianni Moscon         | Włochy            | Włochy            | + 3' 42"   |